# بيصرة
البيصرة (بالإنجليزية: Piedra)‏ أو داء شعريات الأبواغ (بالإنجليزية: Trichosporosis)‏:312 هو مرض شعري يسببه نوع من الفطريات.

## الأنواع
- بيصرة بيضاء
- بيصرة سوداء